# Anjara
Anjara (en árabe,مدينة الطفيلة) es una ciudad en la gobernación de Ajlun, en Jordania. Tiene una población de 25.981 habitantes (censo de 2015). Se encuentra a 4 km al oeste de Ajlun y a 73 km al norte de Amán. 